# Società Dante Alighieri
De Società Dante Alighieri is een internationale vereniging, die de studie van en de liefde voor Italië en het Italiaans wil stimuleren. In Nederland telt de Società Dante Alighieri 15 afdelingen, verspreid over het hele land. België kent tien afdelingen. 

## Geschiedenis

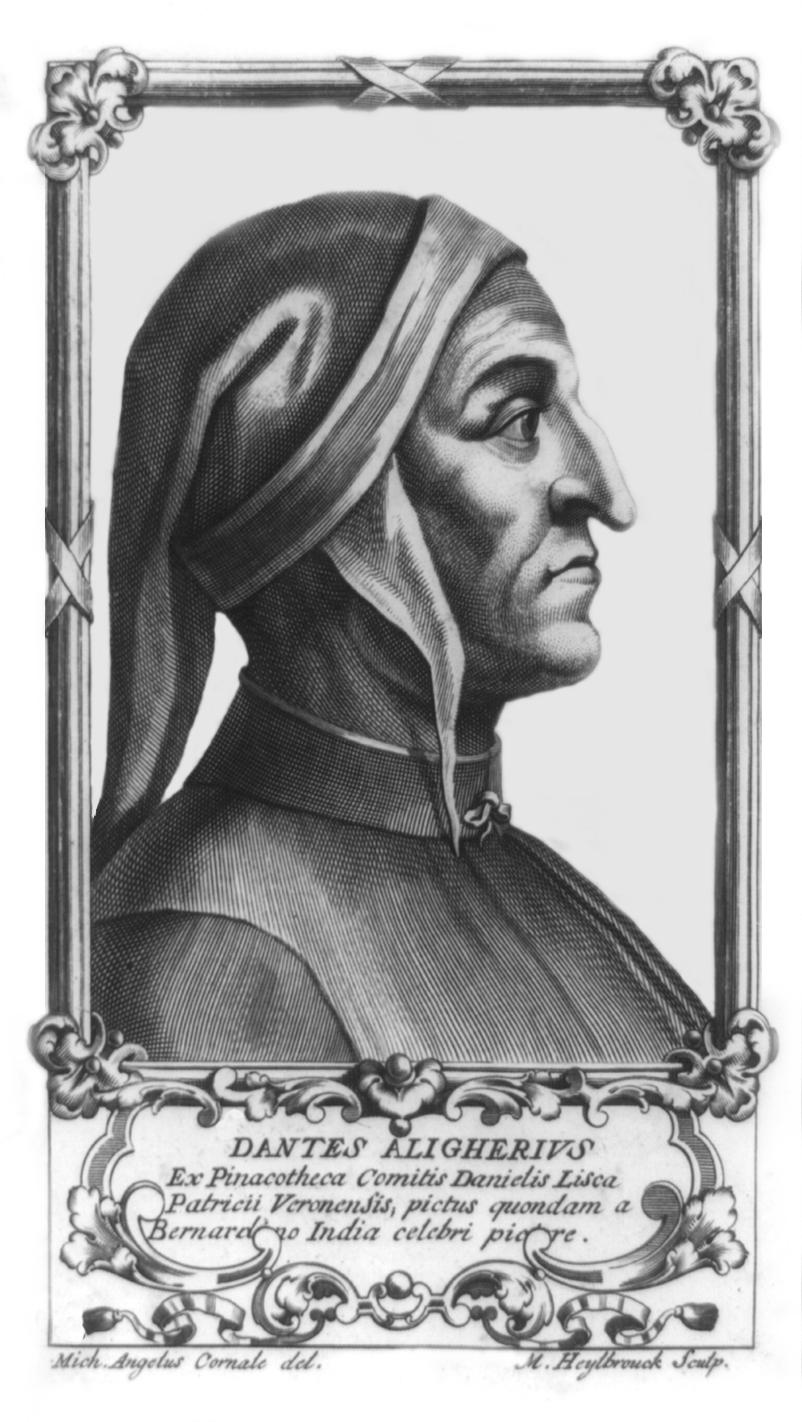
Dante Alighieri, illustratie (koper gravure) uit "Divina Commedia", 1727

De Società Dante Alighieri is bij Koninklijk Besluit van 18 juli 1893 in Italië formeel in het leven geroepen, maar de oprichting vond al plaats in 1889 dankzij een groep Italiaanse intellectuelen, waaronder Giosuè Carducci. De belangrijkste statutaire doelstelling was om "de Italiaanse taal en cultuur te beschermen en te verspreiden in de wereld, en om de spirituele banden van (Italiaanse) landgenoten in het buitenland met het moederland te doen herleven alsmede om de liefde en eerbied voor de Italiaanse beschaving aan buitenlanders over te dragen". 
De vereniging telt nu wereldwijd ongeveer 500 afdelingen (zogenaamde Comitati), waarvan er circa 400 actief zijn in landen buiten Italië. 

## Activiteiten
De afdelingen organiseren cursussen Italiaans en culturele manifestaties van zeer diverse aard, op de terreinen van kunst en muziek, film, theater, mode, literatuur etc. 
De centrale organisatie in Italië zet zich ook in voor het vormen van bibliotheken en instituten in het buitenland, organiseert conferenties en culturele excursies, en reikt ook prijzen uit alsmede studiebeurzen. De Società heeft haar hoofdkantoor in Rome, in het Palazzo Firenze. Bovendien geeft de Società certificaten uit bij het behalen van bepaalde niveaus in de kennis van de Italiaanse taal, die in Italië officieel worden erkend. Dit laatste vormt onderdeel van het Progetto Lingua Italiana Dante Alighieri - PLIDA (Project Italiaanse Taal van Dante Alighieri).

## De afdelingen in Nederland en België
In Nederland heeft de Società Dante Alighieri 15 afdelingen (verenigingen): Amersfoort, Amsterdam, Deventer, Dordrecht, Eindhoven, Friesland (Leeuwarden), Groningen, Haarlem, Leiden-Den Haag, Maastricht, Nijmegen, Rotterdam, Sittard-Geleen, Twente (Enschede) en Utrecht. Samen tellen ze meer dan 4000 leden. Alle afdelingen hebben een eigen website, die te bereiken is via de landelijke website.
In België zijn de afdelingen van de Società gevestigd in Antwerpen, Brugge, Brussel, Charleroi, Gent, Herve, Kortrijk, Luik, Turnhout en Verviers.